# Adolfo Natalini
Adolfo Natalini, né le 10 mai 1941 à Pistoia et mort à Florence le 23 janvier 2020, est un architecte italien.

## Biographie
Né à Pistoia en 1941 et diplômé à Florence en 1966, Adolfo Natalini fonde la même année Superstudio avec Cristiano Toraldo Di Francia, Gian Piero Frassinelli, Roberto et Alessandro Magris.
À la fin des années 1970, il devient membre de l’ école d'architecture de Pistoia, avec Roberto Barni (it), Umberto Buscioni (it) et Gianni Ruffi. Il est l'un des pionnièrs de « l'architecture radicale  »  architettura radicale, un mouvement d'avant-garde des années 1960 et 1970. 
À partir de 1979, Adolfo Natalini travaille à son compte et se concentre sur le projet des centres historiques en Italie et en Europe. 

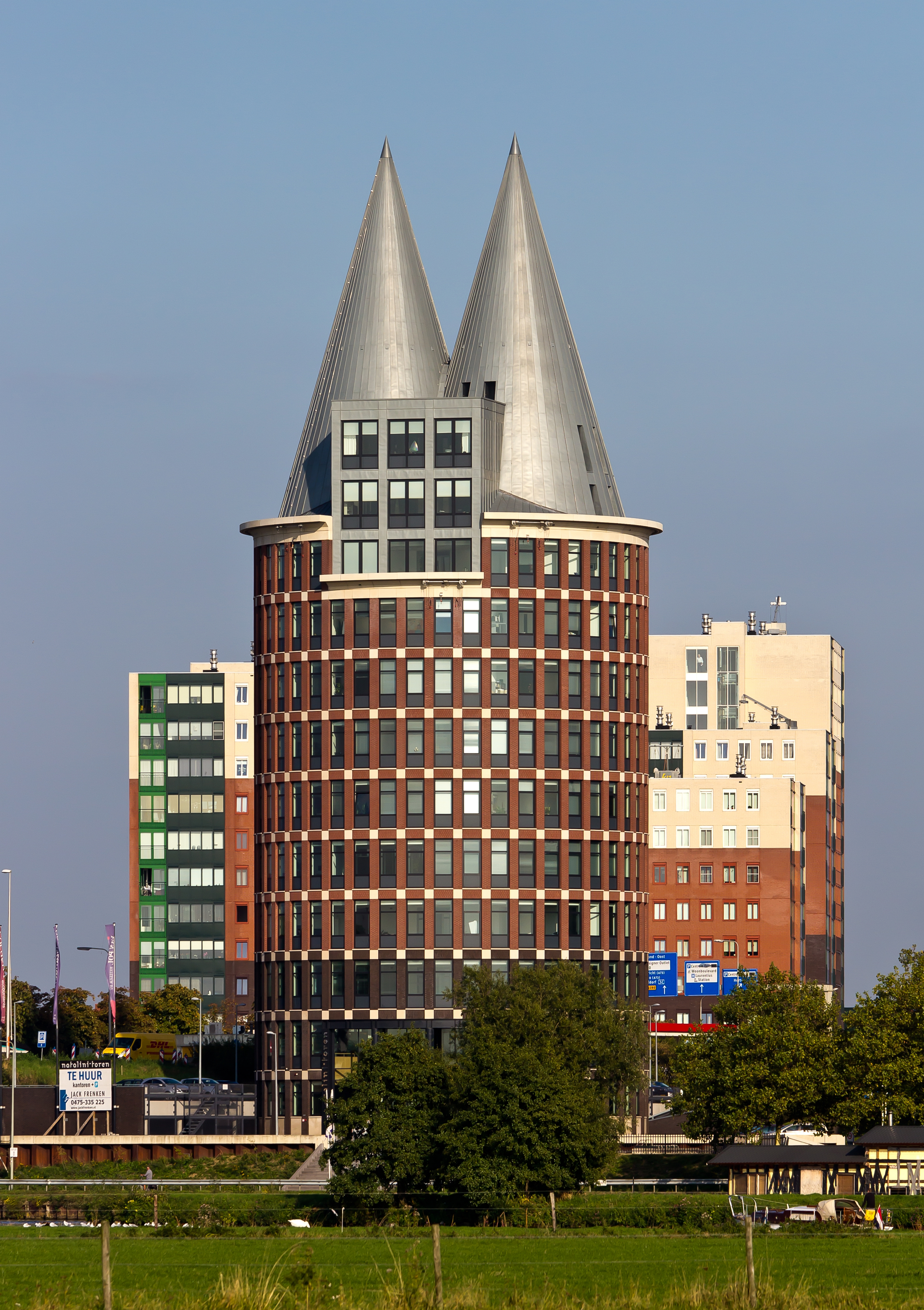
Tour Natalini à Ruremonde (Pays-Bas) en 2013.

Il a été professeur titulaire à la faculté d'architecture de Florence, membre honoraire de la Ligue des architectes allemands (de) et du Honorary Fellowship of the American Institute of Architects (en), ainsi que membre de l'Accademia delle Arti del Disegno à Florence, de l' Académie des beaux-arts de Carrare et de l'Accademia di San Luca.
Parmi ses projets figurent le Römerberg à Francfort et le Mur des Lamentations à Jérusalem, la banque d'Alzate Brianza, le centre électrique Zola Predosa, la maison de la Saalgasse à Francfort. 
L'œuvre de Natalini à Florence comporte entre autres, la restauration du Teatro della Compagnia (it), le projet d'extension du musée de l'Opera del Duomo et la construction du campus universitaire de Novoli.
Adolfo Natalini est mort à Florence le 23 janvier 2020 à l'âge de 78 ans.